# ASオリンピアコス・ヴォル1937
オリンピアコス・ヴォロスFC（Olympiacos Volos Football Club (ギリシア語:  Α.Σ. Ολυμπιακός Βόλου 1937)）は、ギリシャのマグニシア県ヴォロスをホームタウンとするサッカークラブである。

## 歴史
1937年にヴォロスで創設された。
2004年にASカッサンドラーがヴォロスに移転して、ASKオリンピアコス・ヴォル (Α.Σ.Κ. Ολυμπιακός Βόλου) に改称された。ASKはASカッサンドラー (Αθλητικός Σύλλογος Κασσάνδρα) の略である。2008年6月24日にASKオリンピアコスとエスニコス・オリンピアコス・ヴォルが合併して、ヴォロスを本拠地とするオリンピアコスが誕生した。2009年11月26日にオリンピアコス・ヴォル1937 (Ολυμπιακός Βόλου 1937) に改称された。
2010年にスーパーリーグに昇格した。2010-11シーズンに5位の成績を残してプレーオフに進出、プレーオフでも5位になり、クラブ史上初の欧州カップ戦となるUEFAヨーロッパリーグ出場権を獲得した。同シーズンはキペロ・エラーダスでも準決勝に進出したが、アトロミトスに1-2、0-0で敗れて決勝進出を逃した。
2011年6月、ギリシャ政府が「ギリシャのサッカー史上最悪の出来事」と評した八百長事件（コリオポリス）に関与した疑いで、スーパーリーグ所属のオリンピアコス・ヴォルのアヒレアス・ベオス会長、AOカヴァラのスタヴロス・プソミアジス会長らが逮捕され、スタヴロスの父親でAOカヴァラとAEKアテネの元会長のマキス・プソミアジスが指名手配された。同年7月28日にスーパーリーグの懲戒委員会はオリンピアコス・ヴォルとAOカヴァラに30万ユーロの罰金とフットボールリーグへの降格処分、両クラブの元会長のアヒレアス・ベオスとマキス・プソミアジスに9万ユーロの罰金とサッカー関連の活動の生涯禁止およびスポーツ競技場への生涯出入り禁止処分を科した。しかし、8月10日にギリシャサッカー連盟の控訴委員会がスーパーリーグの決定を覆したため、両クラブはフットボールリーグへの降格を免れたが、2011-12シーズンのスーパーリーグでオリンピアコス・ヴォルは勝ち点10、AOカヴァラは勝ち点8のはく奪処分を科されることが発表された。同日に欧州サッカー連盟はオリンピアコス・ヴォルに対してUEFAヨーロッパリーグ 2011-12からの除外および5シーズンの間にさらに3年間のUEFA主催大会への出場停止処分を科すことを決定した。UEFAヨーロッパリーグから除外されたオリンピアコス・ヴォルの代わりにディフェルダンジュ03がプレーオフでパリ・サンジェルマンと対戦することも決定された。オリンピアコス・ヴォルは8月10日の欧州サッカー連盟の決定を不服として上訴したが、8月15日に上訴は退けられた。
2011年8月23日にプロフェッショナル・スポーツ委員会はオリンピアコス・ヴォルとAOカヴァラに対してデルタ・エスニキへの降格処分を決定した。プロフェッショナル・スポーツ委員会の決定後、ヴォロス市内でオリンピアコス・ヴォルのサポーターによる暴動が起きた。AOカヴァラは処分を受け入れ、デルタ・エスニキへの参加を表明したが、オリンピアコス・ヴォルはデルタ・エスニキへの参加を拒否した。
2012年2月にスポーツ仲裁裁判所はオリンピアコス・ヴォルが2011年8月15日の欧州サッカー連盟の決定を不服とした訴えを退けた。
2012年6月7日にプロフェッショナル・スポーツ委員会がオリンピアコス・ヴォルとAOカヴァラの新しい株主構成を承認、両クラブの元会長に関係する人物がいないことを確認したため、事実上、プロリーグへの復帰が可能となった。同年9月12日にギリシャサッカー連盟はオリンピアコス・ヴォルとAOカヴァラが2012-13シーズンのフットボールリーグに参加できるようにするために関係各所に素早く行動するように要請、これを受けて両クラブの2012-13シーズンのフットボールリーグへの参加が決定した。
2016年2月に財政上の問題により2015-16シーズンのフットボールリーグから撤退した。フットボールリーグからの撤退は同年1月19日に撤退を表明したエルゴテリスに次ぐ2チーム目となった。3月24日に2016-17シーズンのガンマ・エスニキに参加することが発表された。
2018-19シーズンにガンマ・エスニキの第4グループで優勝してフットボールリーグに昇格した。

## 獲得タイトル
- フットボールリーグ（英語版）：3回
  - 1966-67, 1970-71, 2009-10
- ガンマ・エスニキ（英語版）：2回
  - 1998-99, 2018-19

## 欧州の成績
| シーズン | 大会                 | ラウンド   | 対戦相手             | ホーム           | アウェー         | 合計             |  |
| -------- | -------------------- | ---------- | -------------------- | ---------------- | ---------------- | ---------------- |  |
| 2011-12  | UEFAヨーロッパリーグ | 予選2回戦  | ラド                 | 1-1              | 1-0              | 2-1              |  |
| 2011-12  | UEFAヨーロッパリーグ | 予選3回戦  | ディフェルダンジュ03 | 3-0              | 3-0              | 6-0              |  |
| 2011-12  | UEFAヨーロッパリーグ | プレーオフ | パリ・サンジェルマン | 大会から除外処分 | 大会から除外処分 | 大会から除外処分 |  |

## 歴代監督
- ハビ・グラシア 2011

## 歴代所属選手
- ボダ・イムレ 1988-1990, 1992-1993
- パナギオティス・グリコス 2004-2007, 2009
- ネスコ・ミロヴァノヴィッチ 2005-2006
- フアン・マルティン・パロディ 2009-2010
- エルディン・ヤクポヴィッチ 2010-2011
- ネーメト・クリスティアーン 2011
- アンドレ・シェンブリ 2011